# 北美匙吻鰻
北美匙吻鰻，為輻鰭魚綱鰻鱺目糯鰻亞目蛇鰻科的其中一種，分布於西大西洋區，從墨西哥灣至南美洲北部海域，棲息深度可達100公尺，體長可達180公分，棲息於沙泥底質海域，屬肉食性，生活習性不明。

## 擴展閱讀
維基物種上的相關：北美匙吻鰻